# Утигури
Утигури, утригури, утургури, оногури - група булгарських племен, що кочували в 5-7 сторіччях степами між Доном й Кубанню. Разом з кутригурами, що жили на захід від них, та іншими відносилися до булгарських племен, та у минулому входили до гунського союзу.

## Античні джерела

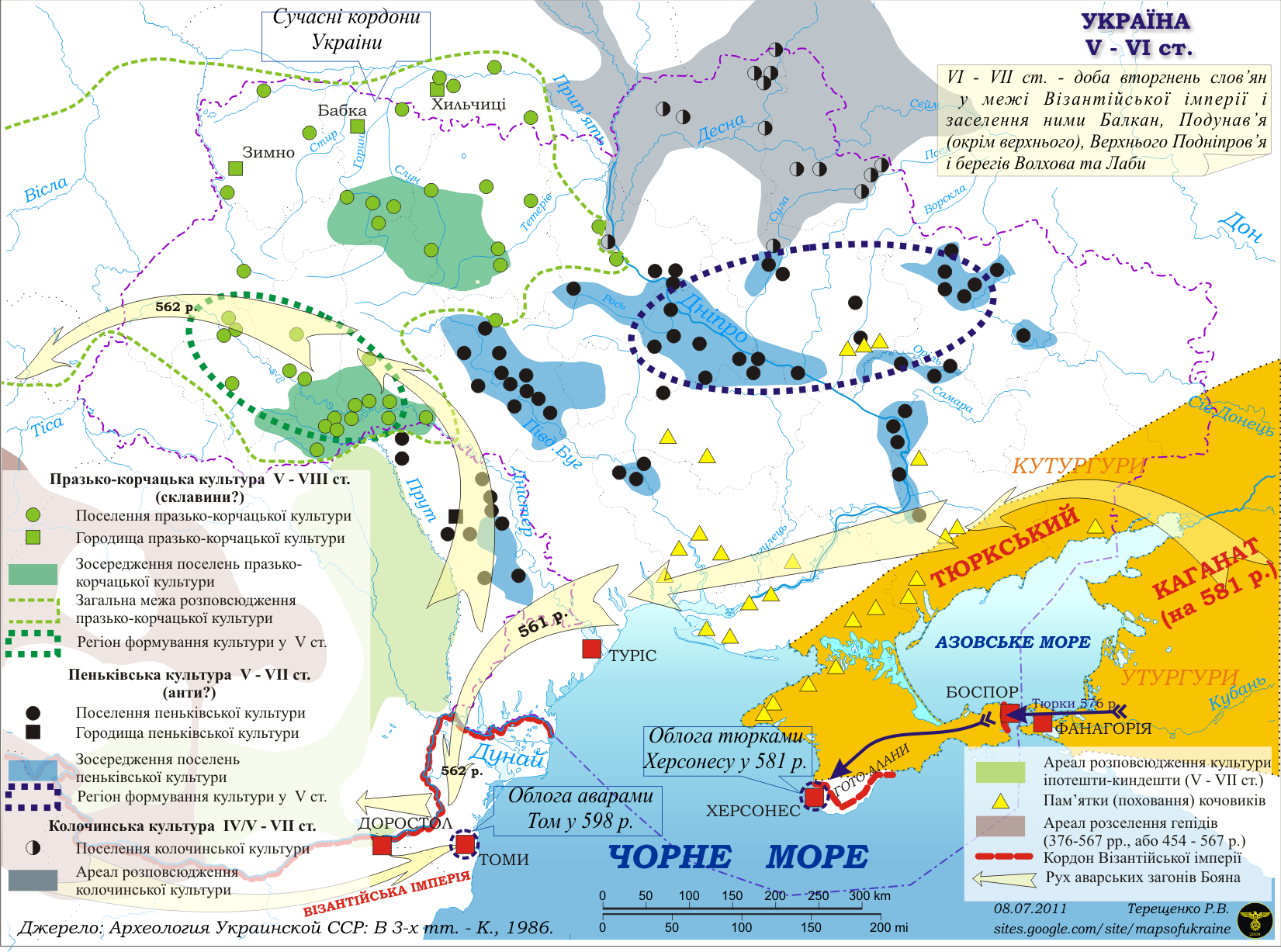

Прокопій Кесарійський приводить розповідь про князя (кагана) Утигура та Козаріга (Кутригура), що спочатку жили в одній державі. Ймовірно, у першій половині п'ятого століття готи напали на захід від Дону і вигнали ці племена на узбережжя Чорного моря, у Скіфію. 
Прокопій Кесарійський розміщує антів на схід від склавінів і на північ від утигурів, між Дніпром і Дністром: «Народи, які тут живуть, у давнину називалися кімерійці, тепер звуться утигурами. Далі на північ від утигурів займають землі незліченні племена антів».

## Історія

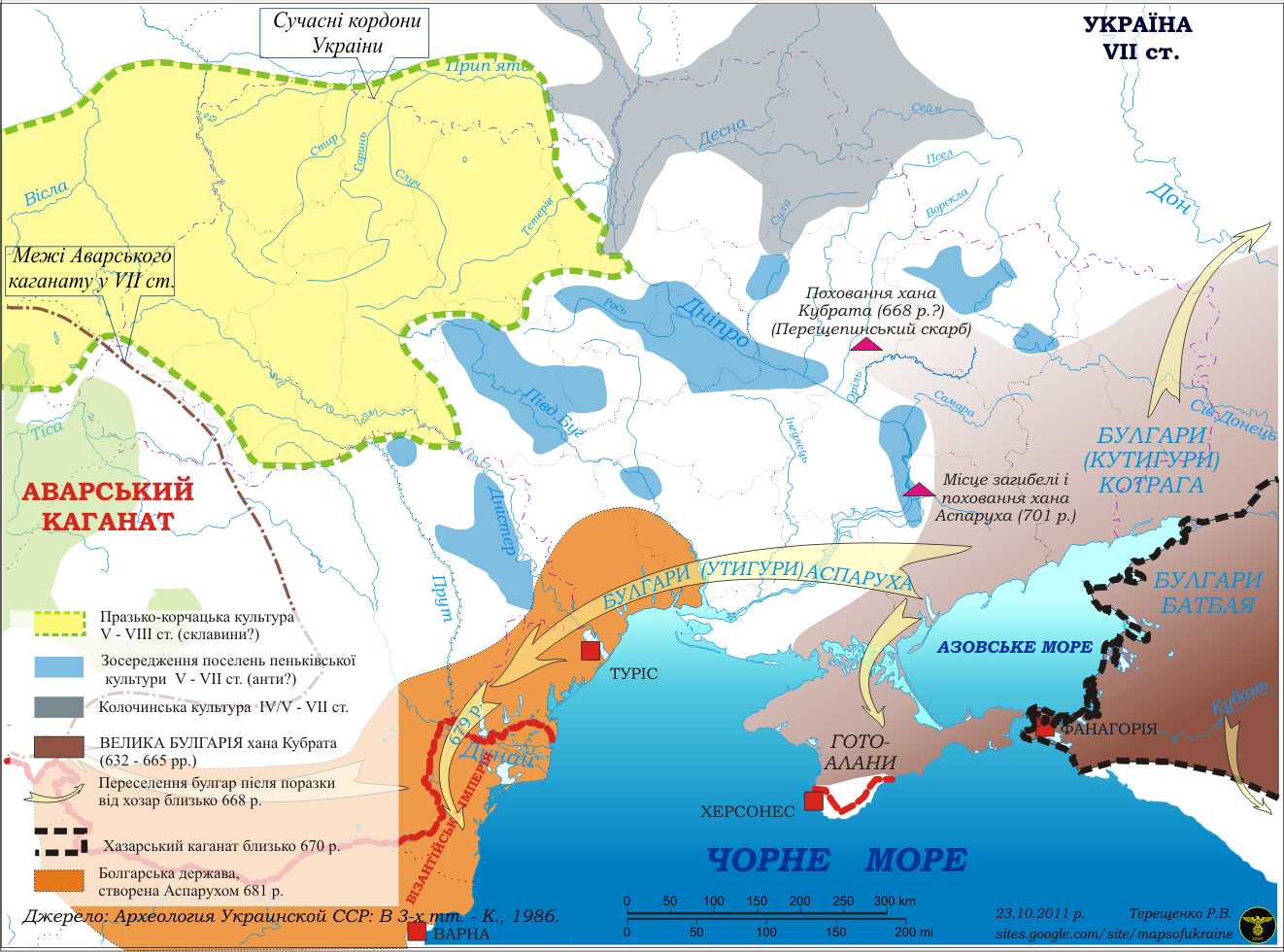

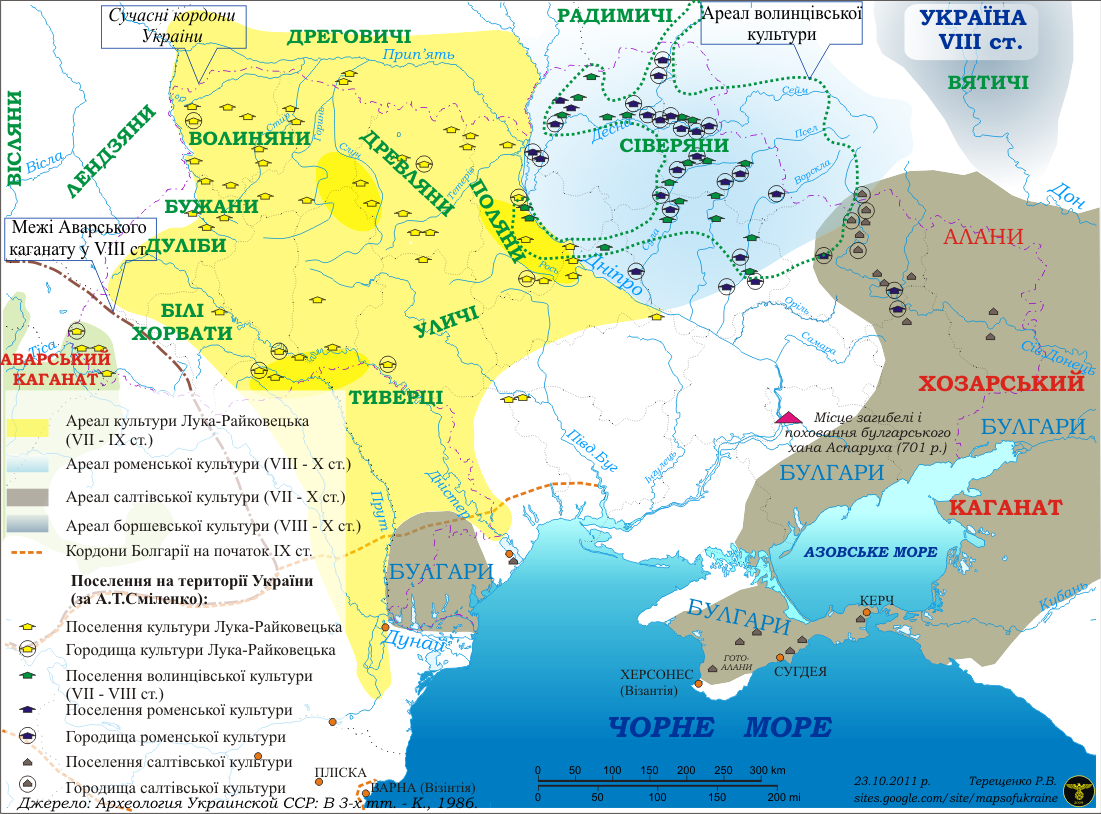

Після розпаду об'єднанної держави Аттіли в середині V сторіччя, основна частина гунських племен повернулася в Північне Надчорномор'я, де писемні джерела згадують утигурів, кутригурів, булгар та інших. Вважається, що ці племена були частково або повністю тюркізовані уграми[джерело?]. Кутригури оселилися на нових завойованих землях українського степу, а утигури повернулись у Східне Поозівʼя.  

Близько 551 року візантійці намагались знайти спільників, щоб протистояти війську кутригурів, що вторглись 551/552 року у Нижнє Подунав'я. Тому Візантія послала дари до кагана утигурів Санділа, який напав на кутригурів у Подунав'ї. Ця кампанія була успішною, й тисячі візантійців  були звільнені з полону і повернулися до імперії. Утигури зайняли колишні землі кутригурів в українських степах. Так Прокопій Кесарійський 553 року розміщає на півночі Чорного моря утригурів, а північніше них - антів:  
"кутригури... до мого ще часу жили на цих місцях" 
558 (559) року, під час нового походу кагана кутригурів Заберхана на Балкани, візантійський імператор Юстиніан I одарює утригурського хана Санділа, після чого він б'є кутригурів на переправі через Дунай. Війна між двома племенами продовжувалась декілька років. 
Близько 558 року на північ від Каспійського моря з'явилися авари й уклали союз з Ромейською імперією проти аланів. Переслідувані західно-тюркським каганом Істемі, авари продовжують рухатися на захід, й на початку 560-х років дійшли до утигурів. Не пізніше ніж через 568 року утигури переходять на захід. Ті що залишились, увійшли до складу й асимілювались у Тюркському каганаті. 568 року, разом з аварами кутигури залишають Нижнє Наддунав'я й переходять у Паннонію.
У 576 році західно-тюркський правитель Турксанф повідомляє візантійському посольству, що утигури перейшли під владу Тюркського кагана, а також що йому достеменно відоме розташування Дніпра й Дуная. Цього року північно-надчорноморський степ й Північне Приазов'я перейшло під контроль Тюркського каганату. 580 року тюрки й підкорені утигури вдерлися у Крим, обложили й захопили Боспор, і спробували взяти візантійський Херсонес, але через початок громадянської війни у Тюркському каганаті вимушені були залишити місто.
У VII столітті утигурські племена відомі як "уногундури", відновили свою незалежність. 633 року кутригури об'єдналися з утигурами й утворили спільну державу Стара Велика Болгарія на чолі з ханом Кубратом.
670 року після смерті хана Кубрата, булгари зазнали поразки від хозар, тому утигури на чолі з Аспарухом у 679 році форсують нижній Дунай і на відвойованих у Візантії землях провінцій Мезія й Фракія засновують Перше Болгарське царство.

## Археологічні памʼятки
Розкопки у областях розселення булгарських племен кутигурів й утигурів підтвердили наявність двох взаємопов'язаних, але різних племінних груп. У Східному Приазов'ї, що за історичними джерелами є землями утигурів, могили переважно північної орієнтації з рядом кладовищ із західною орієнтацією.  
На захід від Дону, у Північному Приазов'ї та Північному Надчорномор'ї широко поширена західна орієнтація поховань, що, переважно, належать булгарам-кутигурам. 
Також, у Східному Приазовʼї, серед утигурів виявлена широка присутність штучної деформації черепа на відміну від кутригурів, у яких даний звичай поодинокий. 
Виділено 3 часових групи праболгарських пам'яток: 
1. лихачівська група пам'яток (кінець 5 - 1-ша половина 6-го сторіччя) поширена від Дунаю й Прута до Волги, що належала кутигурам;
2. сухановська група пам'яток (2-половина 6-го сторіччя) поширена від Дунаю й Прута до Волги, що належала утригурам; відповідає поширенню утригурів зі Східного Приазов'я у Північне Надчорномор'я й Приазов'я, а також підпорядкуванню їх Тюркським каганатом;
3. сиваська група пам'яток (7 сторіччя - початок 8 сторіччя), поширена у тому ж ареалі та в Криму; представляє іншу етнічну групу монголоїдно-європеоїдного населення, що було споріднене булгарським утигурам, і яке прийшло з-за Волги, а також асимільованих утигурів, та інших булгар; перехідна група пам'яток Рисове Криму й Приазов'я, а також Старонижестебліївська (до початку 8-го сторіччя) зберігали сухановські риси утигурів.[1]

Олексій Комар запропонував вважати носіїв сухановського типу утигурами. Пам'ятники типу "Суханово" займали у Північному Надчорномор'ї ту ж зону, що й пам'ятники типу "Лихачівки" - від Прута до Нижнього Поволжжя.

## Кагани Утигурів
- 469—490 — Ернак
- 490—503 — Джураш
- 503—520 — Татра
- 520—528 — Грод
- 528—530 — Мугел
- 551—558 — Санділ
- 584—600 — Худбард